# Liczba mnoga w języku angielskim
Liczba mnoga w języku angielskim – sposoby tworzenia liczby mnogiej w języku angielskim. Podstawową formą liczby mnogiej rzeczownika w języku angielskim jest końcówka -s. Istnieją również nieregularne formy liczby mnogiej, przetrwałe jeszcze z angielszczyzny średniowiecznej, jednak jest ich bardzo niewiele. Nieregularne są również formy liczby mnogiej wyrazów zapożyczonych, zwłaszcza z łaciny. W angielszczyźnie istnieje grupa rzeczowników, które nie mają liczby pojedynczej, jak również istnieją specyficzne zasady, które regulują liczbę rzeczowników zbiorowych.

## Ogólna zasada tworzenia liczby mnogiej
Liczbę mnogą w języku angielskim tworzy się zazwyczaj przez dodanie -s do podstawowej formy rzeczownika: 
- car → cars
- taxi → taxis
- week → weeks.

## Poszczególne przypadki tworzenia liczby mnogiej

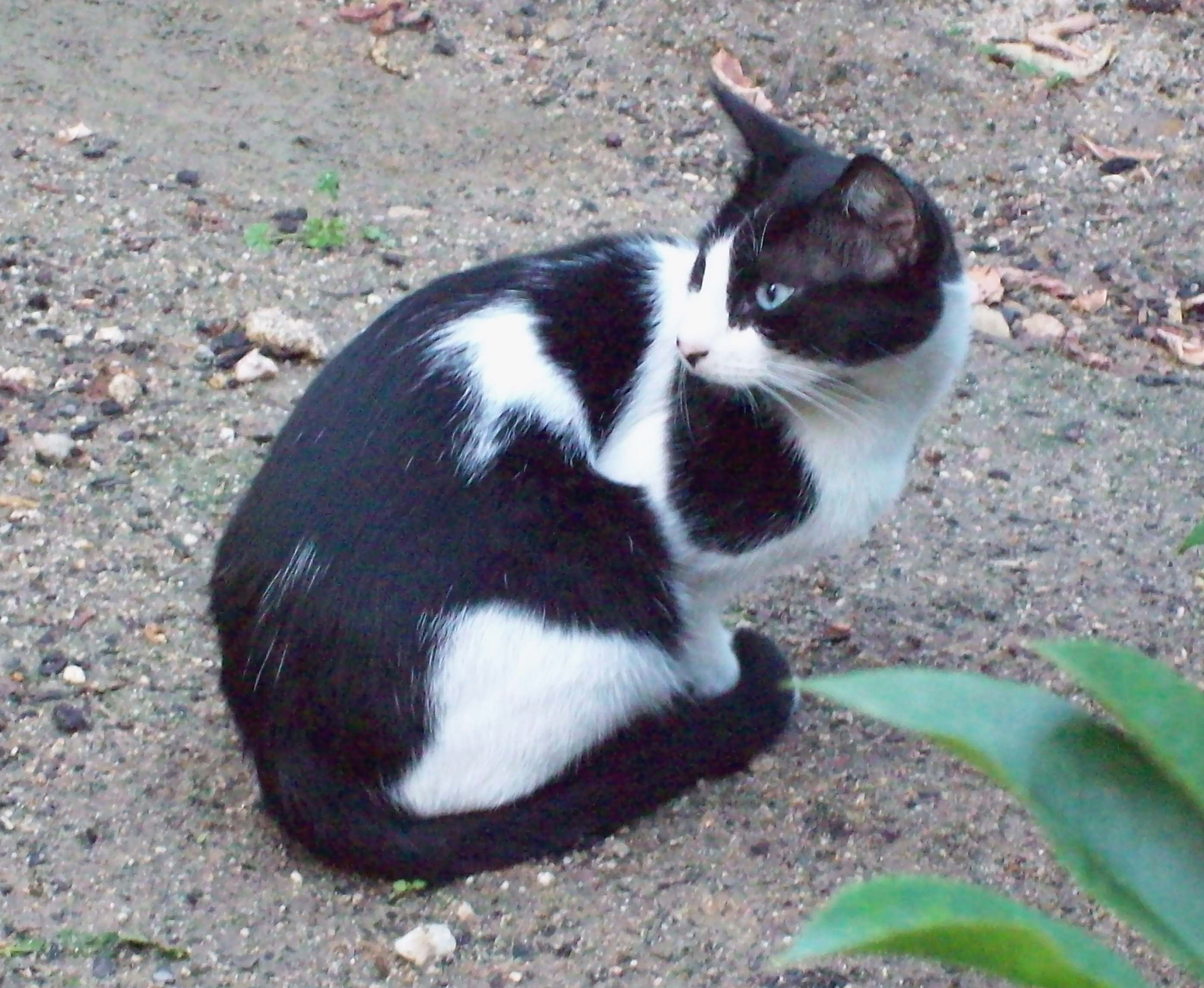
A cat

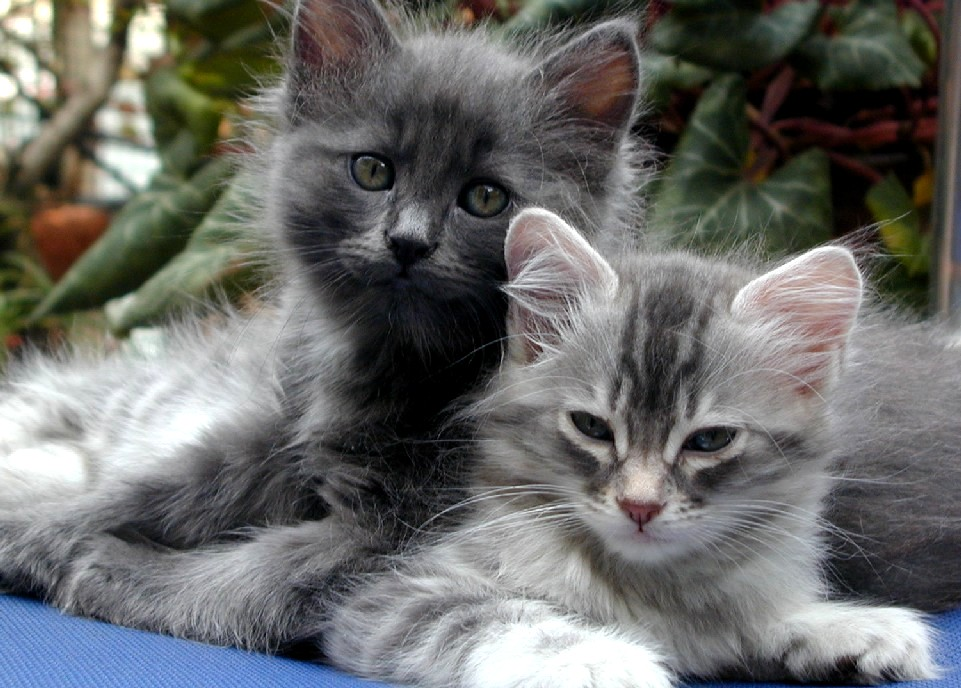
Cats

Choć generalna zasada dotyczy większości angielskich rzeczowników, jest od niej wiele odstępstw, wariacji i przypadków szczególnych. Zachodzą zmiany w zależności od kontekstu fonetycznego, istnieje grupa wyrazów o nieregularnej liczbie mnogiej, zachowanej z czasów historycznych, wreszcie grupa słów obcego pochodzenia, która wraz ze słowem zapożyczyła również jego pluralis. 

### Rzeczowniki zakończone na -y
Jeśli rzeczownik w liczbie pojedynczej kończy się na spółgłoskę + -y (np. sekwencją -ry, -dy, -ty), w większości przypadków w transformacji y przybiera formę graficzną -i oraz otrzymuje -es:
- baby → babies
- ferry → ferries
- lorry → lorries.

Jeśli końcówka -y występuje po samogłosce, liczba mnoga ma formę -ys:
- boy → boys
- bay → bays.

Nazwy własne zakończone na zbitkę spółgłoska + -y otrzymują najczęściej -ys: I hate Januarys.

### Rzeczowniki wyrazów zakończonych na -s, -sh, etc.
Jeśli liczba pojedyncza kończy się na -s, -sh, -ch, -x lub -z, liczbę mnogą tworzy się, dodając -es:
- church → churches
- bus → buses
- box → boxes.

Rzeczowniki kończące się na -z, w liczbie mnogiej podwajają z:
- quiz → → quizzes.

### Rzeczowniki zakończone na -o
Niektóre rzeczowniki zakończone na -o otrzymują końcówkę -es:
- echo → echoes
- hero → heroes.

Większość słów, zwłaszcza nowych, zakończonych na -o w liczbie mnogiej otrzymuje -s:
- kilo → kilos
- logo → logos
- soprano → sopranos
- manifesto → manifestos.

Wyrazy buffalo, moskito, tornado, volcano mogą mieć zakończenie -s lub -es, przy czym częstsze jest -es.

### Rzeczowniki zakończone na -f(e)
Następujące rzeczowniki zakończone na -f(e) otrzymują nieregularną końcówkę -ves: calf, elf, half, knife, leaf, life, loaf, self, sheaf, shelf, thief, wife, wolf. 
Rzeczowniki dwarf, scarf, wharf mogą mieć liczbę mnogą zarówno -fs jak i -ves, przy czym forma regularna jest bardziej powszechna. Pozostałe wyrazy zakończone na -f mają regularną liczbę mnogą.

### Inne wyrazy z nieregularną liczbą mnogą
| child → children | foot → feet   | goose → geese |
| louse → lice     | man → men     | woman → women |
| mouse → mice     | ox → oxen     | penny → pence |
| person → people  | tooth → teeth |               |

Uwagi: Forma pennies występuje, jeśli mówiący ma na myśli monety jednopensowe, a nie kwotę. W języku oficjalnym spotyka się formę persons. Wyraz people ma formę liczby pojedynczej i oznacza naród.

### Liczba pojedyncza równa liczbie mnogiej
Niektóre wyrazy zakończone na -s mają liczbę pojedynczą równą mnogiej: barracks, series, crossroads, species, headquarters, works, means, Swiss: A new species → several new species
Niektóre wyrazy niepoliczalne są zakończone na -s i nie mają one liczby mnogiej. Są to np. news, measles (i niektóre inne choroby), draughts (w znaczeniu "warcaby") i kilka innych nazw gier: Too much mathematics is taught at schools. Inne wyrazy z końcówką -isc, np. politics, statistics mogą być używane w liczbie pojedynczej i mnogiej: politics is a complicated business, What are your politics?
Nazwy narodowości, takie jak Chinese, Japanese (i inne zakończone na -ese, a także wyrazy zakończone na craft w znaczeniu "pojazd", np. aircraft, hovercraft) mają liczbę mnogą równą pojedynczej. Nazwy niektórych zwierząt, zwłaszcza łownych: fish, sheep, deer, elk, grouse również nie mają liczby mnogiej. Wiele z nich odnosi się do gatunków ryb: cod, halibut, salmon. Wyraz fish może mieć formę fishes, zwłaszcza gdy chodzi o ściśle określoną liczbę ryb. Nazwy wielu zwierząt mają dwie formy, pojedynczą i mnogą, jednak gdy występują w kontekście polowania, używa się liczby pojedynczej: We went up north to hunt deer → Pojechaliśmy na północ zapolować na jelenia. 
Wyraz data jest oryginalnie liczbą mnogą wyrazu datum, obecnie nieużywanego. We współczesnej angielszczyźnie wyraz może być użyty jako niepoliczalna liczba pojedyncza (the data is...) albo mnoga (these data are...) bez zmiany znaczenia. Wyraz media, oryginalnie liczba mnoga wyrazu medium, obecnie jest używany zarówno jako liczba pojedyncza jak i mnoga. 
Słowa zakończone na -ics, takie jak mathematics, athletics są w liczbie pojedynczej i nie mają liczby mnogiej.

### Liczba mnoga słów obcego pochodzenia

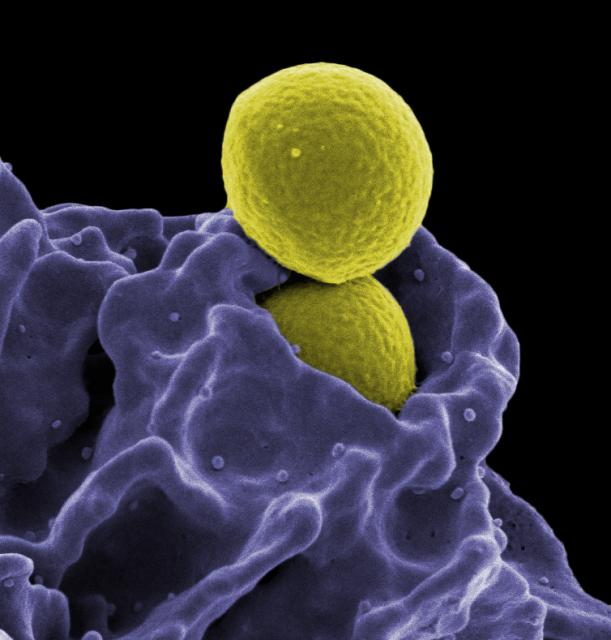
Staphylococcus to gronkowiec

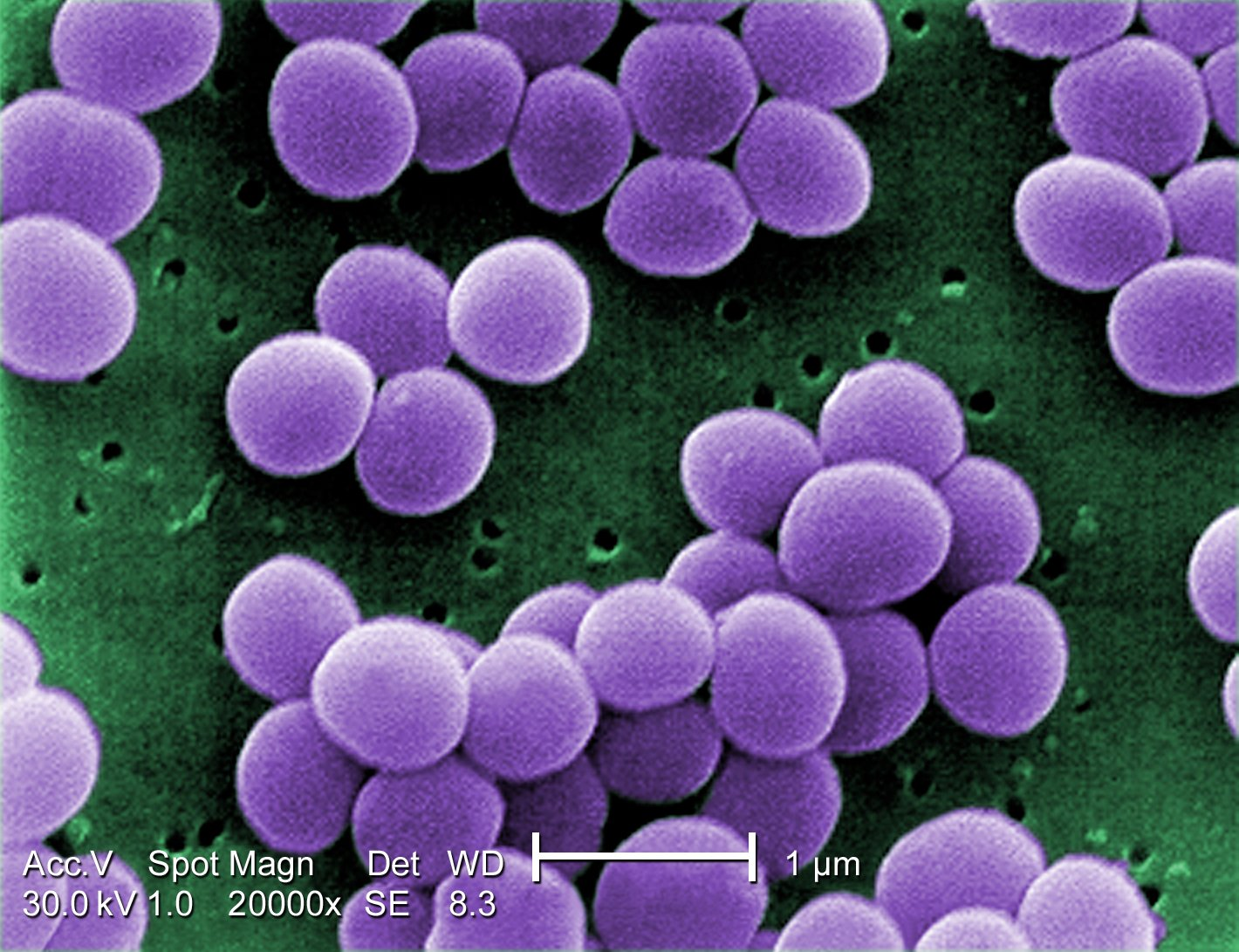
Gronkowce (w liczbie mnogiej) to staphylococci

Niektóre słowa obcego pochodzenia mają nieregularną liczbę mnogą, z reguły zapożyczoną wraz z wyrazem. Przykłady:
- analysis (łac.) → analyses
- appendix (łac.) → appendices
- bacterium (łac.) → bacteria
- basis (gr.) → bases
- cactus (łac.) → cacti lub rzadziej cactuses
- crisis (gr.) → crises
- formula (łac.) → formulae lub formulas
- nucleus (łac.) → nuclei
- kibbutz (hebr.) → kibbutzim
- fungus (łac.) → fungi lub funguses.

Zasada ta dotyczy również złożeń, najczęściej z języka francuskiego: The nouveaux riches are building mansions for themselves → Nowobogaccy budują sobie dworki.
Rzeczowniki pochodzenia łacińskiego zakończone na -ix lub -ex mają końcówkę -ices: appendix → appendices, apex → apices.
Greckie rzeczowniki zakończone na -is mają w liczbie mnogiej zakończone na -es: analysis → analyses.

### Rzeczowniki złożone
W kombinacji rzeczownik + przysłówek końcówkę liczby mnogiej -s zwykle dodaje się do rzeczownika:
- passer-by → passers-by.

Rzeczownik father-in-law (teść) i wszystkie podobne mają formę liczby mnogiej  fathers-in-law choć spotyka się również formę father-in-laws. Podobnie jest z court martial (sąd wojenny): spotyka się zarówno courts martial, jak i court martials. W przypadku kombinacji dwóch rzeczowników końcówkę liczby mnogiej otrzymuje zazwyczaj ostatni rzeczownik: department stores, backbenchers.

### Liczba mnoga pisana z apostrofem
Apostrofu używa się przed -s w przypadku pojedynczych liter alfabetu lub skrótów: The boy spelt ‘necessary’ with two c’s → Chłopiec napisał „necessary” przez dwa „c”. My favourite period in music are 1960’s → Mój ulubiony okres w muzyce to lata sześćdziesiąte. Możliwa jest – i nawet częstsza – pisownia 1960s. I have two PC’s at home → Mam w domu dwa pecety. Pisownia PCs jest również możliwa i często spotykana.

## Wymowa rzeczowników w liczbie mnogiej

### Wymowa regularna
Jeśli słowo kończy się na spółgłoskę bezdźwięczną:  /t/, /k/, /θ/ itp., końcówkę liczby mnogiej czyta się /s/:
- cups /kʌps/
- plates /pleɪts/.

W słowach kończących się na sybilanty (spółgłoski syczące) /s/, /ʃ/, /ʧ/, /ʒ/, /ʤ/ końcówkę -es czyta się /ɪz/
- buses /ˈbʌsɪz/
- crashes /ˈkræʃɪz/
- garages /ˈgærɑːʤɪz/.

Po samogłoskach i spółgłoskach dźwięcznych końcówka -(e)s jest wymawiana dźwięcznie /z/
- trees /tri:z/
- ends /endz/
- zoos /zu:z/.

### Wymowa nieregularna
- bath /bɑːθ/ → baths /bɑːθs/ lub /bɑ:ðz/
- house /haʊs/ → houses /haʊzɪz/
- path /pɑːθ/ → paths /pɑːθs/ lub /pɑ:ðz/
- roof /ru:f/ → roofs /ru:fs/ lub /ru:vz/
- truth /tru:θ/ → truths /tru:θs/ lub /tru:ðz/
- youth /juθ/ → youths /ju:θs/ lub /ju:ðz/

## Składnia
W języku angielskim czasownik zgadza się pod względem liczby z podmiotem, a nie dopełnieniem: A serious problem is wasps. 
Jednak jeśli orzeczenie znajduje się daleko od podmiotu, niektórzy nadają orzeczeniu formę liczby pojedynczej: The most interesting thing on the radio and television last weekend, without any doubt, was/were Donald Trump`s talks with leaders of Western European countries → Najciekawszym tematem w radio i telewizji podczas tego weekendu były bez wątpienia rozmowy Donalda Trumpa z liderami państw zachodnioeuropejskch. Podobnie się dzieje w zdaniach podrzędnych z what: What I need is/are  a pair of scissors → Czego potrzebuję, to pary nożyczek.

## Liczba pojedyncza a liczba mnoga
Choć prawie każdy rzeczownik teoretycznie ma liczbę pojedynczą jak i liczbę mnogą, niektóre zachowują się specyficznie zarówno pod względem semantycznym, jak i składniowym, istnieją konteksty i wyrażenia, gdzie rzeczowniki mogą występować wyłącznie lub prawie zawsze w jednej z liczb. 

### Pluralia i singularia tantum
Rzeczowniki kolektywne, takie jak cattle, police, staff nie mają liczby pojedynczej i nie mogą zazwyczaj być używane do liczenia poszczególnych członków zbiorowości: Many cattle are suffering the disease → Wiele trzód cierpi na tę chorobę, The police announced they had caught a dangerous terrorist → Policja ogłosiła, że złapała groźnego terrorystę. Wyrażenia typu six crew są jednak spotykane. 
Nazwy niektórych narodowości również nie mają liczby mnogiej: the English, the French, the Welsh, the Spanish (ale: the Spaniards)
Inne często spotykane pluralia tantum to: jeans, scales, scissors, glasses. Where are my glasses? → Gdzie są moje okulary?  May I borrow your scissors? → Czy mogę pożyczyć twoje nożyczki? Liczba pojedyncza tych rzeczowników jest tworzona za pomocą zwrotu a pair of: I bought a pair of jeans → Kupiłem parę dżinsów.  Są również rzeczowniki nietworzące w żaden sposób liczby pojedynczej: customs, goods (towary), the  Middle Ages i podobne: The odds England win are rather bleak → Szanse, że Anglia wygra, są raczej marne.
Słowo money występuje prawie wyłącznie w liczbie pojedynczej. Istnieje jednak forma liczby mnogiej moneys lub monies, spotykana wyłącznie w języku formalnym i biznesowym:Those funds represented approximately 20% of total Council monies.

### Liczba związku dwóch rzeczowników
W złożeniach rzeczownik + rzeczownik (najczęściej w przypadku przydawki rzeczownej) pierwszy z nich występuje w liczbie pojedynczej: a car accident, a ticket office. Od tej zasady jest kilka wyjątków: jeśli wyraz jest plurale tantum, liczba pojedyncza ma taką samą formę jak liczba mnoga, rzeczowników częściej używanych w liczbie mnogiej, spotyka się liczbę mnogą a clothes shop, a maths test, the accounts department.  W niektórych przypadkach np. drug(s) obie formy są możliwe: the drug(s) problem.
Niektóre rzeczowniki występujące zawsze w liczbie mnogiej tracą ją, jeśli występują z innym rzeczownikiem, głównie w charakterze przydawki rzeczownej. Są to: knickers, pyjamas, spectacles, trousers, paratroops, scissors, troops:
W zestawieniach typu two-hour recording, six volume work rzeczownik występuje w liczbie pojedynczej, mimo iż towarzyszy mu liczebnik, po którym zwykle pojawia się liczba mnoga.

### Rzeczowniki zbiorowe
Takie rzeczowniki, jak team, family, government, orchestra, public, school, ministry i podobne, odnoszące się do zbiorowości ludzi, mogą być użyte zarówno w liczbie pojedynczej jak i mnogiej: The Team is/are going to win → Drużyna wygra.  Różnica polega na tym, że  jeśli mówiący ma na myśli pojedynczych członków grupy, np. podejmujących decyzje czy wykonujących jakieś operacje, używa najczęściej liczby mnogiej: My class are hopeless, they are constantly pulling my leg → Moja klasa jest straszna, wszyscy sobie ze mnie drwią. Jeśli grupa jest postrzegana jako jednostka, częstsza jest liczba pojedyncza: After the recess, the government was discharged → Po przerwie letniej rząd został rozwiązany. Z formami w liczbie pojedynczej używa się zaimka względnego who, w liczbie pojedynczej – which: The committee, which is elected... ale: The committee who have decided... W amerykańskiej angielszczyźnie dominuje w większości przypadków liczba pojedyncza.
Jeśli grupa ludzi lub rzeczy określona jest wyrażeniem kwantyfikującym, takim jak: a group of..., a lot of, the majority of, another of, both of, several of, zazwyczaj w zdaniu przeważa liczba mnoga: A lot of problems are caused by unemployment → wiele problemów spowodowanych jest bezrobociem. Istnieją również wyrażenia kwantyfikujące określające wyłącznie rzeczowniki w liczbie mnogiej bądź niepoliczalne: plenty of, quantities of, heaps of, loads of, masses of, tons of: Masses and masses of food was left over → Zostały masy jedzenia.

### Wyrażenia w liczbie mnogiej z rzeczownikami w liczbie pojedynczej
Jeśli mowa jest o konkretnej ilości desygnatu, z reguły używa się liczby pojedynczej w zdaniu, nawet jeśli określnik jest w liczbie mnogiej: Twenty kilometers is a long distance even for a bicycle → Dwadzieścia km to odległość spora nawet jak na rower. → I`ve got only two pounds left. – That isn`t enough → – Zostały mi tylko 2 funty. – Nie wystarczy. 
- Liczbę mnogą stosuje się często w obliczeniach[18]: Two and two make four → Dwa dodać dwa równa się cztery. Forma makes jest również możliwa.
- W takich wyrażeniach jak more than one, one of stosuje się liczbę pojedynczą: One of their players is injured → Jeden z ich graczy jest kontuzjowany.
- Jeśli rzeczowniki łączy spójnik and, liczbę pojedynczą stosuje się, jeśli rzeczowniki są używane razem, co daje wrażenie, że tworzą jedną całość:  Your toast and marmelade is on the table.
- Nazwy krajów, firm i organizacji w liczbie mnogiej są często połączone z czasownikami i zaimkami w liczbie pojedynczej: Allied Carpets has taken over a small company from Berkshire → Allied Carpets przejęło małą firmę z hrabstwa Berkshire.

### Określanie płci
Tradycyjnie w  angielszczyźnie używa się, zwłaszcza w stylu formalnym, zaimków męskich he, him i himself oraz his, jeśli płeć osoby nie jest określona albo może odnosić się zarówno do mężczyzn, jak i kobiet. Struktura ta bywa uważana za seksistowską (uprzywilejowującą jedną płeć) i unikana: If a student is ill, he must send his certificate → Jeśli student jest chory, musi przesłać zaświadczenie.
Jeśli pojedyncza osoba jest nieokreślona, stosuje się zwykle zaimek they. Dzieje się tak po wyrażeniach: someone, a person, nobody, whoever i podobnych: If anybody calls me this evening, tell them I am busy → Jeśli ktoś zadzwoni do mnie po południu, powiedz mu, że jestem zajęty. Nobody was late, were they?  → Nikt się nie spóźnił, czyż nie?
Jeśli płeć konkretnej osoby nie jest znana mówiącemu w momencie wypowiedzi, używa się również zaimka they, choć użycie to ma charakter kontrowersyjny i nie jest akceptowane przez pewną część użytkowników angielszczyzny: Somebody wants to speak to you. – Tell them to leave me alone → Ktoś chce z tobą rozmawiać. – Powiedz mu, by mi dał spokój. Forma ta wcale nie jest nowa, pojawia się już w dziełach Geoffreya Chaucera. Kręgi liberalne są zdania, że używanie zaimka they w znaczeniu liczby pojedynczej pomogłoby rozwiązać problem seksizmu językowego w angielszczyźnie.

### Wyrażenia mieszane
Istnieją struktury zdaniowe, zwłaszcza bardziej złożone, w których jeden czasownik należy do dwóch różnych wyrażeń, jednego w liczbie pojedynczej, drugiego w liczbie mnogiej. W tym przypadku częstsze jest użycie liczby pojedynczej, choć liczba mnoga pojawia się również: Wanda Rutkiewicz is one of the few women who have/has climbed the Mount Everest → Wanda Rutkiewicz była jedną z nielicznych kobiet, które wspinały się na Mount Everest.

### Wydarzenia powtarzane
Przy opisywaniu wydarzeń, które się powtarzają, możliwe jest użycie zarówno liczby pojedynczej jak i mnogiej. Jeśli rzecz jest wzmiankowana tylko ogólnie, bardziej naturalna jest liczba mnoga: ''She sometimes goes for rides over the hills. Jeśli zdanie zawiera więcej szczegółów odnoście danej czynności, powszechniejsze jest użycie liczby pojedynczej: I often get a headache when I watch too much television → Często miewam bóle głowy, gdy oglądam za dużo telewizji.

### Uogólnienia
Jeśli mowa o uogólnieniach lub definicjach, możliwa jest zarówno liczba pojedyncza jak i mnoga: All documents must be accompanied by a translation lub All documents must be accompanied by translations → Każdemu dokumentowi musi towarzyszyć tłumaczenie. Positive numbers/a positive number are/is bigger than zero → Liczby dodatnie są większe od zera.

### Ułamki
Liczba mnoga występuje zawsze przy podawaniu mianownika ułamka: two thirds → dwie trzecie, four fifths of the money → cztery piąte z pieniędzy.